# ディストリクト
ディストリクト（英語: district、フランス語: district）は、行政区画のひとつであり、国によってはそれを単位とする地方公共団体が存在することもある。ディストリクトとされるもの規模は大小様々であり、リージョンやカウンティ全体を指す場合もあれば、複数の基礎自治体にまたがって広がることもあり、さらに、基礎自治体の中の一部をさらに細かく区分した領域を指すこともある。

## イギリス

### イングランド
イングランドの大部分の地域において、ディストリクトは最も一般的に認知されている地方自治体の形態である。伝統的な二重の地方自治体からなる体制が維持されている地域では、ディストリクトは通常、下位の層に位置づけられ、上位の層にはカウンティが位置づけられる。ディストリクトが担当している分野は広範囲にわたっており、通常は以下の業務が含まれている。
- 徴税 - カウンシル税 (council tax)、事業用レイト (non-domestic rates)[1]
- レジャー・サービス
- ごみ収集
- 住宅供給
- 都市計画
- 芸術・娯楽
- 環境衛生

ディストリクトは、自らと、上位の層にある自治体の財源を得るために、カウンシル税を徴収する。また、事業所の収入に対しては、全国で一体的に運用されている事業用レイトの仕組みにしたがって課税する。

### ウェールズ
ウェールズでは、正式な行政区画の単位としての「ディストリクト」は存在しない。ウェールズは22の単一自治体 (unitary authorities) に区画されている。しかし、都市の中に設定される区 (ward) のことや、その一部を非公式にさらに区画した一部分を指して「ディストリクト」という表現が用いられる場合もある。

### スコットランド
スコットランドでは、1975年から1996年まで、地方自治体としてのディストリクトが存在していた。

### 北アイルランド
北アイルランドは、地方行政の単位として26のディストリクト（行政区）に区画されている。各カウンシルの機能は、イギリスの他の地域と同様の水準までは及んでおらず、教育、道路建設、住宅供給などについてカウンシルは責任を負っていない（ただし、各カウンシルは、北アイルランド住宅カウンシル (Northern Ireland Housing Council) の委員を指名している）。
各カウンシルの業務には、ごみ処理とリサイクル事業、レジャーとコミュニティ・サービス、建築管理、地域の経済・文化開発などが含まれる。カウンシルは都市計画の権限を持っていないが、開発申請が出された場合に意見を求められることがある。レイトの徴収（地方税）を取り扱うのは、各カウンシルではなく、土地不動産サービス局 (the Land and Property Services agency) である。

## フランス

### 18世紀
1790年から1800年まで、ディストリクト (district) は、県（デパルトマン）のすぐ下の階層にあたる行政区画であった。その後、ディストリクトは、郡（アロンディスマン）に置き換えられた。

### 19世紀
都市ディストリクト (district urbain) は、地方自治体間連合 (intercommunalité, coopération intercommunale) の前身となる行政組織の形態であった。都市ディストリクトは、多くの場合は同じカントン (canton) に属する複数の、あるいはすべてのコミューンがグループとなって構成されたが、そうした都市ディストリクトは、基礎自治体間の協力を強化し容易にする目的で1999年に成立した、いわゆるシュヴェーヌマン法 (loi Chevènement) 以降、コミューン共同体 (communauté de communes) ないし都市圏共同体 (communauté d'agglomération) へと発展的に解消していった。

## アメリカ合衆国

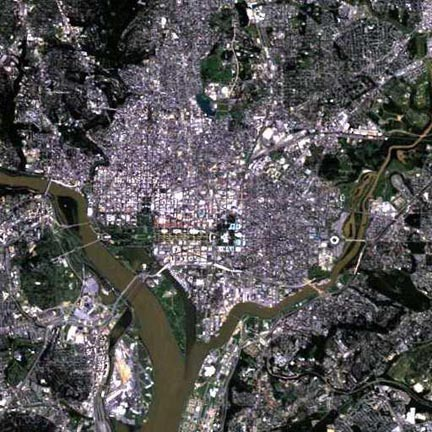
コロンビア特別区の衛星画像

アメリカ合衆国においては、「ディストリクト」にはいくつかの異なる用法がある。

### 選挙区としてのディストリクト
アメリカ合衆国下院に代表を送る選挙区は下院議員選挙区（コングレショナル・ディストリクト：congressional district）と呼ばれる。各州には、ひとつ以上のこうした（選挙区としての）ディストリクトが設けられており、各州にいくつの選挙区が設けられるかは、直近の国勢調査の結果に基づいて決定される。あるディストリクトから選出される連邦議会下院の選挙には、そのディストリクトに所属する投票者のみが投票することができる。合衆国全域には435の下院議員選挙区があり、多少の規模の違いはあるが、各選挙区には平均して63万人ほどの人口がある。
各州の州議会への代表を選出する選挙区は、レジスレイティヴ・ディストリクト (legislative district) といい、また、 連邦地方裁判所が管轄する領域は、連邦裁判所管轄地区 (federal judicial district) と称される。

### ディストリクト・オブ・コロンビア
ワシントンD.C.（コロンビア特別区） (Washington, D.C. (District of Columbia)) は、海外領土（テリトリーズ：territories）を除くアメリカ合衆国において、いずれの州にも所属していない唯一の場所である。

### 特定目的のディストリクト/オーソリティ
合衆国内には、様々な形態で、特定分野に権限を限定して地方行政の一端を担う公共団体として特定目的のディストリクト（特定目的地区：special-purpose district）が設けられている。学区（日本語では「学校区」とも訳される：school district）は最も広く見られるものであるが、このほかにもコミュニティ・カレッジ・ディストリクト (community college district)、 病院地区 (hospital district)、ユーティリティ地区 (utility district)、灌漑地区 (irrigation district)、港湾地区 (port district)、公共交通地区 (public transit district) などがある。合衆国の一部では、これらの地区/ディストリクトの一部を、オーソリティ（authority：日本語では「局」などと訳されることがある）と呼んでおり、例えば、地域のバスを運営している公共団体は、合衆国西部では交通地区/トランジット・ディストリクト (transit district) と呼ばれることが多く、東部では交通局/トランジット・オーソリティ (transit authority) と呼ばれている。

### 非統治ディストリクト
20世紀後半には、はっきりとした特徴をもった地域 (area) や近隣住区 (neighborhood) の公共団体としての認知や独自性の確立が進む中で、多数の都市が「非統治地区/ディストリクト (non-governmental district)」と称されるようになった。これが最も顕著に現れたのは、おそらくロサンゼルスであり、都市内の様々な地域や近隣住区がディストリクトとして認知されるようになった。例えば、ハリウッドはロサンゼルスのディストリクトのひとつであり、ビバリーヒルズやウェスト・ハリウッドは自前の統治機構や警察組織をもつ独立した都市として公共団体が法人化されている。ともにロサンゼルス大都市圏 (Los Angeles metropolitan area) の一部となっている、ロサンゼルス市の中のディストリクトと、ロサンゼルス市に隣接する別個の都市との違いは、通常は必ずしも明白なものではなく、これは誤解を招きやすい事態である。典型的な場合、都市内のディストリクトの境界は、市の標識の体系において「ディストリクト標識」をもって明示されることもあれば、されないこともあるが、市境においては境界標識が設けられ、少なくとも都市名と人口規模、多くの場合はこれに加えて標高などが表示される。重要な区別は、ディストリクトとされている地域は、それを含む都市の一部であり、その都市の法と条例に基づいて統治されるというところにある。

### その他
このほか、連邦、地方、地域の公共団体によって、様々なディストリクトが設けられることもあり、例えば、アメリカ合衆国国家歴史登録財の制度の下では、歴史地区 (historic district) の認定が行なわれている。
1854年に、合併法 (Act of Consolidation) が制定される以前、ペンシルベニア州フィラデルフィア郡には、市や町と同様に機能するディストリクトが置かれていた。

## カナダ

### アルバータ州
アルバータ州では、非都市地域の公共団体として、自治区（ミュニシパル・ディストリクト：municipal districts）と改良区（インプルーブメント・ディストリクト：improvement districts）がある。これらは、カナダ統計局 (Statistics Canada) によって、国勢調査における地域の下位区分のひとつと位置づけられており、それらを集める形で国勢調査区分が構成されている。

### ブリティッシュコロンビア州
ブリティッシュコロンビア州では、ディストリクトと称される行政地区が数種類ある。通常の用法では、市 (city)、町 (town)、村 (village) と同格に位置づけられる地区自治体 (district municipality) を指すことが多い。ほとんどの場合、正式表記は「District of Mission」、「District of Wells」のように「ディストリクト・オブ・〜」という形であるが、「Corporation of Delta」、「Township of Langley」のように、「コーポレーション」「タウンシップ」といった表現を用いる場合もある。
他の地域における郡（カウンティ）に相当するものとして、ブリティッシュコロンビア州にはリージョナル・ディストリクト (regional districts) が設けられており、その領域内には多数の自治体や、未法人化地域が含まれることになり、他の自治体やその他のディストリクトと区別するために、略すことなく必ず「リージョナル・ディストリクト」として言及される。
ブリティッシュコロンビア州におけるその他のディストリクトには次のようなものがある。
- 選挙区：electoral district - 初期から存在する選挙区の名称にはディストリクトという語が含まれていることが多い。例：New Westminster District
- 森林区：forest districts - ブリティッシュコロンビア州森林省 (British Columbia Ministry of Forest) の行政区画。
- 土地区：Land districts - 州の土地台帳調査の基となっている、統治上のデータベース、参考資料として用いられる一時的な位置参照基準。ディストリクトという用語を地名と組み合わせた、Lillooet District とか New Westminster District といった表現は、土地区への言及であることが一般的であるが、まれ鉱区 (Mining Division) を意味することもある。
- 学区：school district - 文脈によって、単にディストリクトとも称される。
- 州省庁によって設けられるディストリクト以外の地域区分は、一般的にはリージョン (Region)、ないし、エリア (Area) と称される。例えば、環境省リージョン (Ministry of Environment Regions)、保健リージョン (health region) や、Muskwa-Kechika Management Planning Area のような広域管理計画地域 (regional management planning area) がその事例である。

### オンタリオ州
オンタリオ州においては、ディストリクトは州 (province) の下位区分であるが、郡（カウンティ） とは異なり、法人化はされていない。大多数のディストリクトは、大部分がクラウン・ランド（Crown land：王料地）である法人化されていない土地から成っている。1788年、当時はケベック州の一部で、1791年以降はアッパー・カナダの一部となった現在の南オンタリオ地方 (Southern Ontario) が、ディストリクトとして区画された。このとき設定されたディストリクトは、1849年に、カナダ州(Province of Canada) によって郡（カウンティ）への置き換えが行なわれるまで存続した。
アルゴマ地区 (Algoma District) やニピシング地区 (Nipissing District) といった現在のオンタリオ州におけるディストリクトは、英領北アメリカ法による連邦制の成立以前であった1858年に人口希薄な遠隔地を対象とした司法・行政サービスを郡庁所在地（カウンティ・シート）スーセントマリーから提供するために、当時のカナダ州によって設けられた。一部のディストリクトには、地区社会事業行政委員会 (District Social Service Administration Board) が設けられ、社会事業の一部を担っている。連邦の国勢調査区分 (census division) の境界は、ディストリクトの境界と一致することがある。

### ノースウェスト準州
最初に設けられたディストリクトは、1876年の District of Keewatin であり、続いて1882年には、さらに4つのディストリクトが設けられた。その後、これらのディストリクトは、独立した別個の準州（テリトリー）となったり（ユーコン準州）、州になったり（アルバータ州、サスカチュワン州）、他の州に吸収されて消滅した。

### ケベック州
ケベック州では、都市内の下位区画であるバラ (boroughs) をさらに細分した自治体選挙区のことをディストリクトと称している。このディストリクトは、他の地域でウォード（区：ward）と呼ばれているものと同様に機能する。

## オーストラリア
選挙区/ディストリクト (electoral district) は、州の選挙が行なわれる単位である。ディストリクトは、いくつかの州において土地所有を管理する土地台帳に用いられる単位としても用いられている。また、不法居住区 (squatting district) を指してディストリクトという表現を用いることもある。19世紀のニューサウスウェールズ植民地においては、数種類の異なる意味においてディストリクトという用語が用いられていた。

## ニュージーランド
ニュージーランドにおけるディストリクトは、市 (city) としての地位を得ていない（市町村レベルの）地方自治体である。ディストリクトは、比較的都市化が進んでいない、領域内に少なくともひとつの集落はあるものの非都市的地域を広く含み、他の都市より人口は少ないことが多い。市とディストリクトは、一般的に異なるタイプの地方自治体であると考えられているが、市の領域を指してディストリクトという表現を用いることもあり、例えば「地区計画/ディストリクト・プラン (district plan)」という表現は、ディストリクトでも市でも同様に用いられる。なお、チャタム諸島特別領 (Chatham Islands Territory) は、ディストリクトでも市でもない。
ニュージーランドにおいては、ディストリクトは単にある地方 (region) の一部を占めるものとは限らない。ふたつの地方にまたがって広がるディストリクトは数カ所あり、タウポ地区 (Taupo District) は、4つの地方にまたがっている。

## 南アフリカ共和国

Districts of South Africa

南アフリカ共和国においては、地区自治体 (district municipality) が、州の下の階層にあたる統治機構として設けられている。それぞれの地区自治体の下には、いくつかの地方自治体 (local municipalities) が置かれている。
8か所ある大規模都市地域では統治機構の構造が異なっており、地区自治体や地方自治体に代わる基礎自治体として、都市圏 (metropolitan municipality) が設けられている。
1. ブルームフォンテーン（マンガウング都市圏の中心地）
2. ケープタウン（シティ・オブ・ケープタウン (City of Cape Town) 都市圏）
3. ダーバン（エテクウィニ (eThekwini) 都市圏の中心地）
4. イースト・ロンドン / キングウィリアムズタウン (King William's Town)（バッファローシティー都市圏の中心地）
5. イースト・ランド (East Rand)（エクルレニ都市圏の中心地）
6. ヨハネスブルグ（シティ・オブ・ヨハネスブルグ都市圏 (City of Johannesburg Metropolitan Municipality)）
7. ポート・エリザベス （オイテンハーヘを含む）（ネルソン・マンデラ・ベイ都市圏の中心地）
8. プレトリア（ツワネ都市圏の中心地）